# Marcelo Roffé
Marcelo Roffé (Buenos Aires, 8 de febrero de 1967) es uno de los psicólogos del deporte pioneros en la Argentina en esta especialidad. Además es un reconocido conferenciante nacional e internacional en la materia. Cuenta con veintidós libros publicados (17 en Argentina, 1 en Japón, 1 en España y 3 en Colombia). Posee experiencia en el campo aplicado, a nivel nacional e internacional, a nivel clubes y selecciones y en diferentes deportes

## Biografía
Se recibió de licenciado en Psicología en la Universidad de Buenos Aires el 3 de diciembre de 1990. Había llegado a dicha Universidad previo paso por el Colegio Nacional de Buenos Aires dependiente de la misma Universidad, donde ingresó en 1980. Es docente, investigador y también se especializó en clínica en el Hospital Argerich (1996) y realizó la Maestría Psicología del deporte y la actividad en la Universidad Complutense de Madrid (2001). El 5 de noviembre del año 2020 se graduó como Doctor en Psicología en la Universidad de Palermo, con la tesis "Estilos de Liderazgo en estudiantes del Profesorado de Educación Fisica". La misma fue defendida ante el jurado compuesto por tres doctores con 9 pts. y tuvo como director al Dr. Walter Toscano y como codirector al Dr. Francisco García Ucha. El director del Doctorado de la Universidad de Palermo es el Dr. Alejandro Castro Solano. Es docente responsable desde el año 2002 del Posgrado de la especialidad en la Universidad de Buenos Aires, docente de la Universidad Nacional de Tres de Febrero en la carrera de Gestión del Deporte desde el año 2007, docente de la Universidad de Palermo desde el año 2007, docente y responsable académico de los cursos de especialización de APDA (Asociación de Psicología del Deporte Argentina) desde el año 2003. Es docente del curso de especialización en APEFFA (Asociación de Preparadores Físicos del Fútbol Argentino) desde el 2006 y en la carrera de especialización en kinesiología deportiva de la Universidad de Buenos Aires. Fue presidente de la Asociación de Psicología del Deporte entre el año 2003 y el año 2014. Y desde el año 2014 es el presidente de SOLCPAD, Sociedad Latinoamericana y del Caribe de Psicología de la Actividad Física y del Deporte. Conferencista nacional e Internacional, dirige la Consultora Alto Rendimiento: del deporte a la empresa y ha publicado numerosos artículos, prólogos y capítulos de libros, y posee quince libros publicados, siete de su autoría (uno en japonés), cinco como coautor y tres como compilador con colegas argentinos, cubanos, españoles, mexicanos y colombianos. Posee gran experiencia en el campo aplicado, a nivel nacional e internacional, a nivel clubes y selecciones, asesorando entrenadores y jugadores de fútbol especialmente, pero también en otros deportes de equipo como vóley, básquet y rugby, y en deportes individuales como tiro deportivo, ajedrez, automovilismo, moto-cross, golf, tenis entre otros. Asistió y expuso en el XII Congreso Mundial de Psicología del Deporte en Marrakech 09 y en el XIII Congreso Europeo de Psicología del Deporte en Madeira, Portugal, en 2011. A fines del 2013 se recibió de Coach Deportivo, título avalado por el Colegio de Psicólogos de Madrid. Sus principales líneas de investigación son: evaluación y manejo de los miedos y las presiones de los deportistas de élite, y estilos de liderazgo eficientes.
Fue psicólogo de las divisiones juveniles del Club Ferro Carril Oeste entre el año 1995 y el año 2000 y allí trabajó con entrenadores de la trayectoria de Juan Carlos “Cacho” Giménez, Miguel Ángel Tojo, Mario Gómez, Tartaglia, Marchetti, Perissé, Fantaguzzi, Rodolfo Pereira, “Goma” Vidal, Isabella,  entre otros.
En mayo del año 2000, a partir de la lectura del entrenador de su primer libro publicado en 1999 “Psicología del jugador de fútbol: con la cabeza hecha pelota” (Primer libro de Psicología y Fútbol de América Latina), fue llamado por José Néstor Pékerman para integrar su cuerpo técnico y trabajar en la preparación mental del equipo nacional sub-20 que sería local en el Mundial celebrado en junio del año 2001 en Argentina. La demanda fue trabajar la concentración bajo presión ya que Argentina era local y favorita con toda la carga psíquica que eso conlleva. El 8 de julio de 2001 Argentina obtuvo el Campeonato Mundial venciendo 3 a 0 a Ghana, ganando los 7 partidos jugados, con 27 goles a favor, casi 4 goles por partido, con un nivel de juego notable de la mano de Javier Saviola, Fabricio Coloccini, Maxi Rodríguez, Leo Ponzio, Andrés D¨Alessandro, Willy Caballero, Alejandro Domínguez, Nicolás Medina, Julio Arca, entre otros. A partir de allí quedó como Director del Departamento de Psicología del Deporte de las Selecciones Juveniles de AFA (Asociación del Fútbol Argentino) trabajando hasta agosto del año 2006 junto a las categorías sub-15, sub-17 y sub-20 y con entrenadores de la talla de Pancho Ferraro, Miguel Ángel Tojo, Hugo Tocalli, Ubaldo Matildo Fillol y Néstor Lorenzo. Preparó al equipo Campeón Panamericano 2003, Campeón Sudamericano sub 17 (2003) y sub-20 (2003) y al sub-20 Campeón del Mundo 2005, torneo realizado en Holanda cuya figura y goleador fue Lionel Messi (a quien evaluó por primera vez con el test de estados de ánimo denominado POMS como a todo el equipo previo a su debut frente a Paraguay en 2004, en su primera convocatoria) y con el Kun Agüero como acompañante.
 
En todos esos años trabajó con futbolistas que luego se consagrarían como Javier Mascherano, Pablo Zabaleta, Carlos Tévez, Lucas Biglia, Mauro Zárate, Jonás Gutiérrez, Ezequiel Lavezzi, Gabriel Mercado, Fernando Cavenaghi, Gonzalo Rodríguez, Fernando Belluschi, Maxi López, etc.
Asesoró al cuerpo técnico de la selección mayor de fútbol argentino para el Mundial de Alemania 2006 liderado por José Pekerman. Además trabajó grupalmente e individualmente con muchos jugadores del plantel. Ese equipo se fue invicto del torneo, quedando eliminado por penales con Alemania, desplegó un gran fútbol, obtuvo el quinto lugar y estaba para más. Brindó capacitaciones para el equipo de fútbol playa a cargo del entrenador Petrasso mientras estuvo en AFA. Luego trabajó con José Pekerman en el Club Toluca de México (2007-2008).
Previamente fue consultor externo del departamento médico coordinado por el Dr Coppoleccia del club Vélez Sarsfield con atención en consultorio a jugadores del plantel profesional (2006-2007).
Coordinó un equipo de psicólogos deportivos y trabajadoras sociales siguiendo el modelo de Miguel Morilla en el Sevilla de España. El club Chacarita Juniors (entre 2008 y 2010) llegando a ser 4 psicólogos deportivos, 2 trabajadoras sociales y 2 pasantes. La intervención incluyó futbol infantil y fútbol profesional, aunque se hizo fuerte en futbol juvenil primeramente. Allí se inauguró una Biblioteca para los pensionados como se había realizado en Ferro 12 años atrás.
Fue asesor de la pensión de San Lorenzo entre el 2006 y el 2008, a partir de un pedido del Profesor Valdecantos, supervisando a dos colegas que él recomendó.
En 2012 trabajó durante un tiempo en la UAI Urquiza hasta que Pekerman lo llamó para La Selección Colombia.
Fue psicólogo deportivo de la Selección Nacional de Colombia de Fútbol dirigida por José Pekerman (elegido Mejor DT de América en 2012 y 2013), desde agosto del 2012 hasta junio del 2015. En estos tres años acompañó al equipo en Eliminatorias (Colombia obtuvo el segundo lugar en la clasificación y siendo por primera vez en su historia cabeza de serie), en el Mundial de Brasil 2014, Mundial al que hacía 4 mundiales que Colombia no clasificaba, obteniendo el quinto puesto (además del goleador del mundial, el mejor gol, y el fair play) y siendo el primer psicólogo deportivo argentino en acompañar una Selección de Fútbol de Mayores en un Mundial. Y estuvo acompañando al plantel en la Copa América 2015 destacándose el triunfo sobre Brasil donde finalizó su aporte, dando un paso al costado, luego de 15 años de trabajo junto a José Pekerman.
Durante el año 2016 fue contratado por el Club Deportivo Cali a través del coordinador de la cantera (de las más prestigiosas de Colombia) el Profesor Hernando Arias Londoño considerado “el científico” del fútbol realizando un asesoramiento externo durante todo el año que incluyó capacitaciones a entrenadores, talleres a padres y evaluaciones a jóvenes y al plantel profesional. Paralelamente trabajó tres meses con Carlos Mayor y Facundo Peralta con la primera división de fútbol del club argentino Temperley. A fines del 2016 y hasta julio del 2017 asesoró al cuerpo técnico de los Jaguares, franquicia argentina del Super- Rugby (la liga más importante del mundo en este deporte). El mismo era liderado por el entrenador Raúl Pérez de la U.A.R. El primer semestre del 2017 fue asesor externo del primer equipo de fútbol del club Ferrocarril Oeste. Hace más de 16 años que trabaja con el entrenador nacional de Tiro, Ariel Martínez. Desde agosto del 2017 se desempeñó como psicólogo deportivo del Club Rosario Central hasta mayo de 2018 con el plantel profesional. En el año 2017 se desarrolló en Sevilla el XIV Congreso Internacional de Psicología del Deporte (ISSP) donde presentó tres trabajos como expositor. Tuvo un asesoramiento fugaz en el Club Atlético Argentinos Juniors en los últimos meses del 2018, asesorando a los cuerpos técnicos de las categorías juveniles y a las pensiones del club. Desde enero del 2019 es el Responsablé del Departamento del Futbol amateur del Club Atlético Lanús, de 9.ª a 4.ª división. En marzo de 2019 expuso en el XVII Congreso español de Psicología del Deporte, realizado en Zaragoza y organizado por la Federación Española de Psicología del Deporte. Y en abril de 2019 expuso en el Congreso: El Deporte y sus ciencias organizado en Buenos Aires por la Asociación Argentina de Traumatología del Deporte presidida por los Dres. Daniel Stumbo y Daniel Martínez, con cuya asociación colabora hace más de 16 años en los cursos de formación.
En el año 2019 cinco de las categorías del fútbol juvenil de Lanús obtuvieron el campeonato, cuatro en el primer semestre y una en el segundo semestre siendo Lanús el equipo que más campeonatos ganó de todos los equipos del fútbol juvenil del fútbol argentino. Como innovación se realizó un trabajo de entrenamiento mental utilizando el ajedrez como herramienta. En el 2020 realizó conferencias en línea durante la cuarentena  en países como Estados Unidos, Puerto Rico,Colombia, Ecuador, España, etc. Organizó, coordinó y lideró como presidente de Solcpad, el primer congreso internacional de psicología Del deporte y la actividad física en línea del seis al 9 de mayo que tuvo 16 países participantes y cerca de 250 asistentes con ponencias y temas de alto nivel académico.Desde el año 2019 es instructor CONMEBOL. A fines de noviembre del 2019 presentó el libro “y después del retiro que ?” con 130 testimonios de deportistas de élite Y con prólogo de Juan Pablo Sorín, Ariel Scher, y Ezequiel Fernández Moores. El mismo fue presentado en exalumnos del colegio nacional de Buenos Aires, en el Club Atlético Lanús y en el club Ferrocarril Oeste. En internet hay una película publicada en YouTube "Resiliencia en el Deporte: La Película - Retiro Deportivo" en relación con esta presentación en un tema apasionante pero difícil muy poco investigado hasta el momento en esta especialidad. Este año salió en Colombia publicado por editorial Planeta el libro "Mi hija la campeona mi hijo el campeón” que escribió junto a Nelly Giscafré y Alfredo Fenili, siendo su segundo libro publicado en Colombia.
En 2020 pese a la pandemia dictó muchas capacitaciones y talleres de forma ON LINE para Argentina y el interior del país destacándose la brindada al ENARD en vistas al Programa Yog, conferencia denominada "La motivación en tiempos de aislamiento" para todos los entrenadores de todas las disciplinas deportivas del país, así como para México (Universidad Nacional Autómoma de México) en el Seminario Internacional "Fútbol, Derecho y Sociedad", para España (Universidad de Valencia) con el tema "Experiencias a nivel Selección Absoluta en Mundiales con Argentina y Colombia" y para Colombia tanto para la Liga de Fútbol de Bogotá y Centro Médico Deportivo Met, como para un Congreso Internacional realizado por la Facultad de Ciencias Sociales, Salud y Educación, el Espinal, Tolima. A su vez brindó conferencias para Sime Soccer (Puerto Rico), APF (Accademia Prepararatori Fisici, Roma, Italia), Club Liga Universitaria de Quito (Ecuador), Club Loudoun United (DC United, EEUU, MLS). Salió un nuevo libro junto a Germán Castaños denominado "La pelota no siempre al 10 ni al 23" Lecciones de Liderazgo y Creatividad desde Michael Jordan y Phil Jackson, inspirado en la serie "The Last Dance".
Últimos libros: "¿Y después del retiro qué?" Y junto a G. Castaños "La pelota no siempre al 10 ni al 23: lecciones de liderazgo y creatividad desde Michael Jordan y Phil Jackson" y “Estilos de Liderazgo en estudiantes del profesorado en Educación Física”. 
En 2021 salió un nuevo libro de SOLCPAD que lo tiene como autor y compilador: ”Claves actuales de la Psicología del Deporte”.
Su primer libro “Psicología del jugador de fútbol: con la cabeza hecha pelota” no solo está en séptima edición sino que fue el primer libro sobre la temática de psicología y fútbol de América Latina (1999) y le abrió la puerta de las Selecciones Argentinas Juveniles de fútbol en el año 2000 aunque su libro más vendido es “Mi hijo el campeón: las presiones de los padres y el entorno” donde es co- autor (2003). 
En 2022 salió su libro 20: "El penal mental : preparación o suerte?" escrito junto a su hijo Tobías Roffé que también fue editado en Colombia por Planeta. 
Es compilador, editor y autor del nuevo libro “Salud Mental y psicología del deporte: fundamentos prácticos” publicado por SOLCPAD y FEPD. 
Los últimos libros están en formato e-book.
En noviembre del 2021 organizó desde SOLCPAD un Congreso Internacional dual ( Bogotá y vía streaming ) de Psicología del Deporte con amplio impacto académico. Es el organizador junto a SOLCPAD del Congreso Internacional “Interdisciplina y Psicología del deporte” realizado a fines del 2023 en UP con 220 asistentes y 16 expositores extranjeros. Asistió y expuso en más veinte congresos nacionales y en el plano internacional tres veces en el Nacional de España ( Sevilla, Zaragoza y Santander), dos en el Mundial de Psicología del Deporte ( Marrakech y Sevilla ) y uno en el europeo ( Madeira,Portugal). 
En el año 2002 fue invitado al primer Congreso de Fútbol y Ciencia en Salamanca, España, como expositor. A partir de allí viaja a España una vez por año por lo menos a exponer o trabajar. 
Desde 2022 es el Responsable del entrenamiento mental del Seleccionado Colombiano de Fútbol conducido por Néstor Lorenzo.
Ha realizado muchas entrevistas entre las que se destaca

## Obra/libros
- Roffé, M (1999). “Psicología del Jugador de fútbol: con la cabeza hecha pelota”, Lugar editorial, Buenos Aires, en 7.ª edición.
- Roffé, M. (2000). “Futbol de presión: psicología aplicada al deporte”, Lugar editorial, Buenos Aires, en 4.ª edición.
- Roffé, M., Fenili, A., Giscafre, N. (2003). “Mi hijo el campeón: las presiones de los padres y el entorno”, Lugar editorial, Buenos Aires, en 7.ª edición.
- Roffé, M. & Ucha, F. (2005). “Alto rendimiento, Psicología y Deporte”. Compiladores. Lugar editorial, Buenos Aires, Argentina, en 3.ª edición.
- Roffé, M. (2008). “El texto de la mentalidad del futbolista”, Level Up books, Tokio, Japón, en 4.ª edición.
- Roffé, M. (2009). “Evaluación psicodeportológica: 30 test psicométricos y proyectivos”, Lugar editorial, Buenos Aires, Argentina, en 2.ª edición.
- Roffé, M. & Jozami, J. (2010). “Fútbol y violencia: miradas y propuestas”. Compiladores. Lugar editorial, Buenos Aires, Argentina.
- Roffé, M., Morilla, M. y García-Mas, Álex (2012). “Test Gráfico en situaciones deportivas”, Lugar editorial, Buenos Aires, Argentina.
- Roffé, M. & Rivas, C. (2013). “El partido mental en 400 frases y 45 temas”. Lugar editorial, Buenos Aires, Argentina. 3.ª edición.
- Roffé, M. & Rivera, S. (2014). “Entrenamiento mental en el fútbol moderno: herramientas practicas”. Compiladores. Editorial Futbol del libro, España. Editorial Librofutbol, Argentina.
- Roffé, M. & Riccardi, S. (2016). “Formando al líder de un equipo”. Lugar editorial. Prólogos de Javier Mascherano y Mario Alberto Yepes.[24]
- Roffé, M. & Riccardi, S. (2018). “Liderazgo para equipos: lecciones futbolísticas” Paidós Empresa | Planeta de Libros, Colombia.[25]
- Roffé, M. (2019). "¿Y después del retiro qué?", Lugar editorial, Buenos Aires, Argentina.
- Roffé, M., Fenili, A., Giscafre, N. (2020). "Mi hija la campeona, mi hijo el campeón", Grupo Planeta, Colombia.
- Roffé, M., Castaños G. (2020). "La pelota no siempre al 10 ni al 23" Lecciones de Liderazgo y Creatividad desde Michael Jordan y Phil Jackson. Imaginante editorial. También en E-book. 3.ª edición.
- Roffé, Marcelo (2021). "Estilos de liderazgo" Estilos de liderazgo en estudiantes del profesorado de educación física.
- Roffé, Marcelo, Roffé Tobias (2022)."El penal mental ¿Preparación o Suerte? 4.ª edición.
- Roffé,M,Ucha F.,Nieri D. & Hernández L. (2022). "Claves actuales de la psicología del deporte". Editorial SOLCPAD. Argentina. 3.ª edición.
- Roffé, Marcelo, Roffé Tobias (2023)."El penal mental ¿Preparación o Suerte? Grupo Planeta, Colombia.
- Roffé,M., Peris D. ,Ucha F. & Jodra. P. (2023) "Salud mental y psicología del deporte: fundamentos prácticos". Editorial SOLCPAD y FEPD. Argentina. 3.ª edición.